# Gewürzsalz

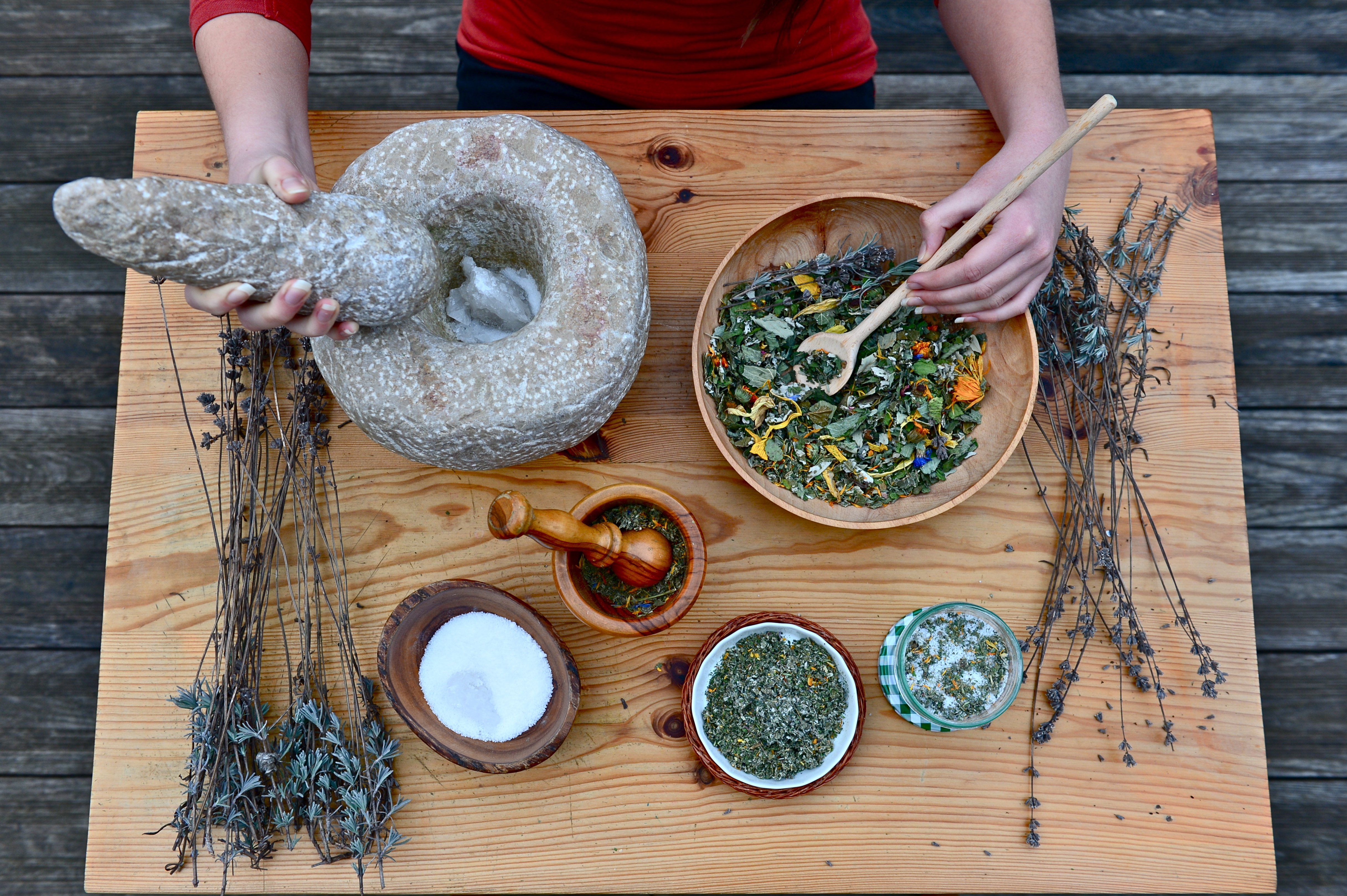
Herstellung mittels Mörsern und Stößeln

Gewürzsalze oder Würzsalze sind Mischungen aus Speisesalz und Gewürzen, getrockneten Kräutern und anderen würzenden Zutaten wie gefriergetrocknetem Gemüsegranulat, teils auch Speisewürze, Glutamat und Aroma.
Nach den Leitsätzen des Deutschen Lebensmittelbuchs muss Gewürzsalz mindestens 40 Prozent Salz und 15 Prozent Gewürze enthalten.
Gewürzsalze sollen die Zubereitung von Gerichten erleichtern, indem statt Salz und verschiedener Gewürze nur eine vorgefertigte Mischung verwendet werden muss. Teilweise dienen sie auch zum Nachwürzen bei Tisch.
Verbreitete Gewürzsalze sind Kräutersalz, Knoblauchsalz, Zwiebelsalz und Selleriesalz, Universalmischungen wie „Ideal-Würze“ und Spezialmischungen wie Tomaten-Würzsalz (mit Kräutern), Hähnchen-Würzsalz oder Pommes-frites-Würzsalz für bestimmte Gerichte.